# Warszawa Grójecka
Warszawa Grójecka – stacja kolejowa w Warszawie zlikwidowana w 1963 roku.
Została wybudowana w 1927 roku. Znajdowała się w dzielnicy Ochota.